# REP Parasol
REP Parasol či REP typ L byl francouzský průzkumný letoun navržený roku 1914 Robertem Esnault-Pelterie a vyráběný jeho společností Établissements d'aviation Robert Esnault-Pelterie (REP). Ve Francii byl typ často označován jako „Monoplan R.E.P. à ailes surélevées“ („jednoplošník REP s vyzdviženým křídlem“) anebo „R.E.P. Vision Totale“ („REP dokonalý výhled“).
Jednalo se o vzpěrový hornoplošník s křídlem vyztuženým dráty, s pevným podvozkem ostruhového typu, a trupem, zkonstruovaným z ocelových trubek a potaženým plátnem, o průřezu trojúhelníku postaveného na špici.:s.430 Pilot a pozorovatel seděli v otevřených kokpitech tandemového uspořádání.:s.430 Příčné řízení užívalo kroucení křídel,:s.430 za použití komplexní soustavy vějířovitě uspořádaných lanek na horní i spodní ploše křídla. Lanka na horní ploše křídla byla nesena na vzpěrové konstrukci nad křídlem. Typ byl produkován ve dvou verzích, jednomístné s motorem Le Rhône o výkonu 60 hp (45 kW), a dvoumístné s motorem Gnome o výkonu 80 hp (60 kW).:s.430 Typ mohl být vyzbrojen kulometem.

## Historie nasazení
Francouzské armádní letectvo, Aéronautique militaire, typ do výzbroje nezařadilo, a pokračovalo v užívání typu N, ale dvanáct exemplářů bylo zakoupeno britskou Royal Naval Air Service, a byla jim přidělena sériová čísla 8454–8465.:s.431 První dva kusy jím byly převzaty v srpnu 1915,:s.431 a používány v počátečním období války. V rámci 1. a 4. křídla RNAS stroje operovaly ze základny Dunkerque, kde mezi jejich úkoly patřily útoky na letiště užívaná německými letouny, s cílem zabránit jejich operacím proti britskému loďstvu. 3. října 1915 byl stroj 1. křídla RNAS, sériového čísla 8460, pilotovaný poručíkem Errollem Boydem při bombardovací misi poškozen, a donucen k nouzovému přistání v Nizozemsku, kde byl internován.:s.431 Tento letoun byl později od Spojeného království odkoupen, opraven a pod evidenčním číslem LA 23 (později změněném na REP 3) zařazen do služby v leteckém oddílu (Luchtvaartafdeeling) Nizozemské armády.:s.431 Posléze zde byl užíván k výcviku pojíždění.

## Uživatelé
- Nizozemsko
  - Luchtvaartafdeeling
- Spojené království
  - Royal Naval Air Service

## Specifikace
Údaje podle publikace French Aircraft of the First World War - platí pro dvoumístnou průzkumnou variantu.:s.430

### Technické údaje
- Posádka: 2 (pilot a pozorovatel)
- Délka: 7,67 m
- Rozpětí: 11,25 m
- Výška: 3,20 m
- Nosná plocha: 22,00 m²
- Prázdná hmotnost: 295 kg
- Vzletová hmotnost: 545 kg
- Pohonná jednotka: 1 × vzduchem chlazený rotační motor Gnome
- Výkon pohonné jednotky:  60 kW (80 hp)

### Výkony
- Maximální rychlost: 125 km/h
- Cestovní rychlost: 95 km/h
- Stoupavost: 1,78 m/s
- Dostup: 2800 m
- Vytrvalost: 1,7 h

### Výzbroj
- 1 × kulomet
- 6 x 65lb puma pod křídlem a 12 × 5-6lb pum nesených v kokpitu a svrhávaných ručně[6]

### Související  články
- Morane-Saulnier L